# Bak'a

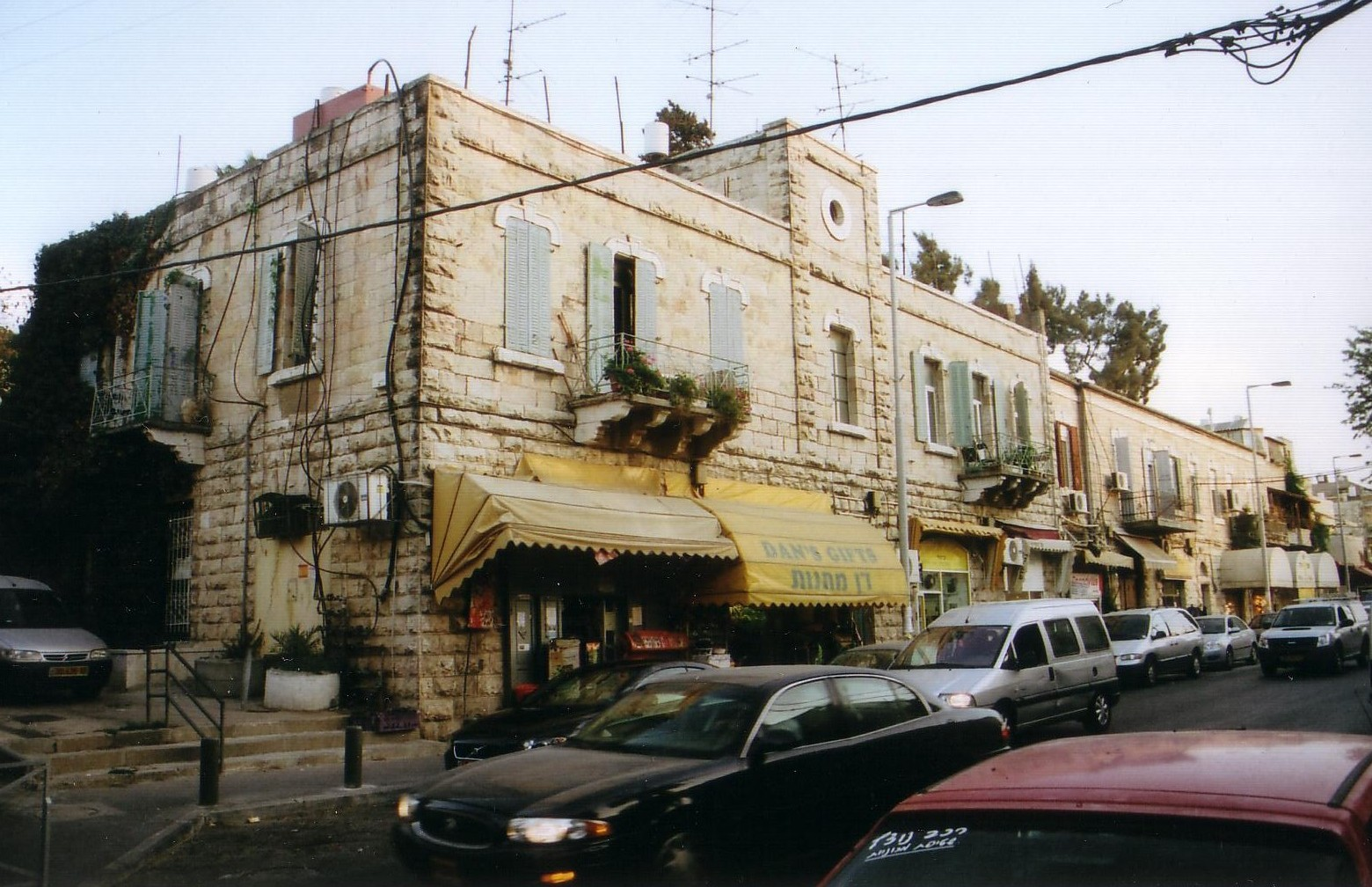
Zástavba na ulici Derech Bejt Lechem v čtvrti Bak'a

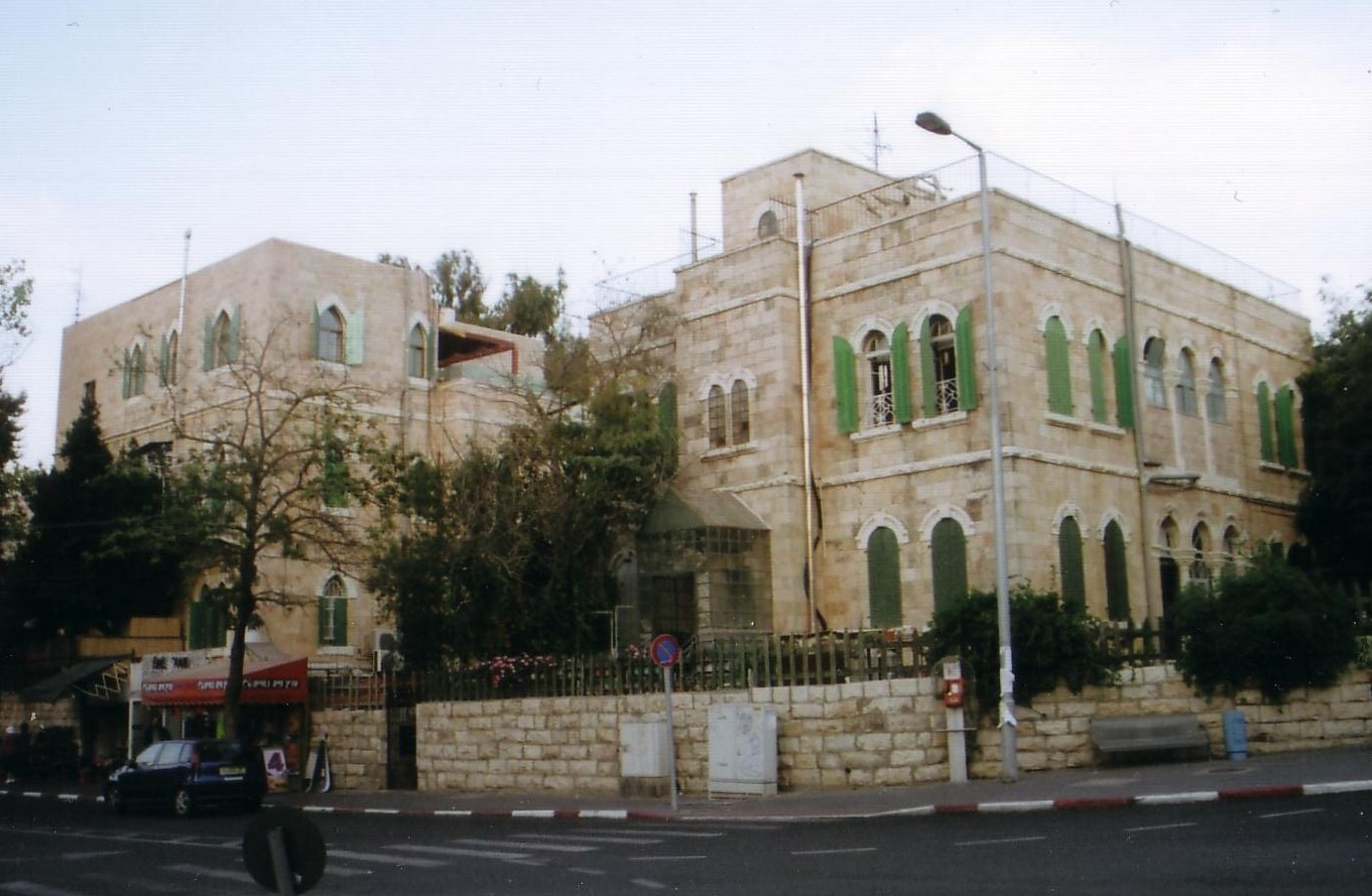
Zástavba na rohu ulic Derech Bejt Lechem a Jehuda v čtvrti Bak'a

Bak'a (hebrejsky: בקעה, oficiálně Ge'ulim, doslova Vykoupení, גאולים, arabsky: بقعه, Bak'a, doslova Údolí) je městská čtvrť v jižní části Jeruzaléma v Izraeli.

## Geografie
Na severu hraničí s čtvrtí ha-Mošava ha-Germanit (Německá Kolonie), na jihu s čtvrtí Talpijot, na jihozápadě s Mekor Chajim, na severozápadě s ha-Mošava ha-Jevanit (Řecká Kolonie) a na severovýchodě s Abu Tor. Leží v nadmořské výšce cca 750 metrů cca 2,5 kilometru jihozápadně od historického jádra města. Leží na mírně zvlněné vyvýšenině, která na východ odtud prudce spadá do údolí vádí Nachal Ecel, které ústí do kaňonu Nachal Kidron. Čtvrť se nachází nedaleko okraje území, které ovládl Izrael během války za nezávislost v roce 1948, tedy nedaleko od Zelené linie. Prochází jí silnice číslo 60 (Derech Chevron). Na západní straně čtvrť ohraničuje stará železniční trať Tel Aviv-Jeruzalém. Populace čtvrti je židovská.

## Dějiny
Byla stavěna od 20. let 20. století (od roku 1922) středostavovskými rodinami, převážně z řad křesťanských Arabů. Byla pojmenována podle místního názvu této lokality nedaleko biblického Emek Refa'im. Během války v roce 1948 zde arabské osídlení skončilo, čtvrť byla v rámci operace Kilšon dobyta Izraelci a osídlena Židy, převážně novými židovskými imigranty z Maroka. Oficiálně byla tehdy přejmenována na Ge'ulim (název měl symbolizovat osvobození s pout diaspory), ale původní jméno čtvrtě zůstalo ve všeobecném používání. V době po vzniku státu Izrael došlo v prolukách k výstavbě mnoha bytových domů. Populace je v současnosti odhadována na téměř 10 000. Od 70. let 20. století čtvrť začala lákat střední třídu a v posledních 20 letech se sem stěhují mladé páry a imigranti. Některé z původních domů arabské provenience byly zrekonstruovány. V roce 2005 byly správní hranice čtvrtě rozšířeny a administrativně tak nyní zahrnují i sousední čtvrť Abu Tor a Talpijot.